# Myrmeleon (Myrmeleon) sagittarius
Myrmeleon (Myrmeleon) sagittarius is een insect uit de familie van de mierenleeuwen (Myrmeleontidae), die tot de orde netvleugeligen (Neuroptera) behoort. 
Myrmeleon (Myrmeleon) sagittarius is voor het eerst wetenschappelijk beschreven door New in 1985.